# Jawbox
Jawbox is een Amerikaanse alternatieve rockband afkomstig uit Washington, D.C..

## Biografie
De band werd opgericht in 1989 door zanger en gitarist J. Robbins, bassist Kim Coletta en drummer Adam Wade. J. Robbins speelde daarvoor in de punkband Government Issue, maar nadat deze opgeheven werd, vond hij in Jawbox een nieuw project. Het trio bracht in mei 1991 haar debuutalbum Grippe uit. Kort hierna werd gitarist Bill Barbot gerekruteerd, waarna ze met producer Iain Burgess hun tweede album Novelty opnamen. Hierna toerde de band door de Verenigde Staten.
Wade verliet hierna de band een sloot zich aan bij Shudder to Think. Zach Barocas was zijn vervanger. In 1994 verliet de band het legendarische indie label Dischord Records voor een contract bij een groot label, Atlantic Records. Dit werd gezien als een controversiële overstap en werd hen door slechts één andere band nagedaan in de geschiedenis van het Dischord. In 1994 brachten ze bij Atlantic hun derde album  For Your Own Special Sweetheart uit. Met de single Savory behaalden ze een kleine hit op MTV.
Kort nadat Jawbox getekend had, zette Atlantic met TAG Recordings een nieuw label op voor haar alternatieve artiesten en Jawbox werd overgeplaatst naar dit label. Datzelfde jaar nog bracht de band hier haar door John Agnello geproduceerde zelf-getitelde vierde album uit. begin 1997, nadat de band haar toer ter promotie van het album had gecompleteerd, besloot Barocas uit de band te stappen, omdat hij terug wou verhuizen naar New York. Dit betekende het einde van de band. Robbins en Barbot zette hierna samen met voormalig Government Issue drummer  Pete Moffett een nieuwe band op, Burning Airlines.
Op 8 december 2009 gaf de band een eenmalige optreden in een aflevering van Late Night with Jimmy Fallon. J. Robbins gaf aan dat van een echte reünie geen sprake was en dat het optreden eenmalig was.
In januari van 2019 kondigde de band aan dat ze bij elkaar kwamen, waarna ze in juni van datzelfde jaar door de Verenigde Staten toerden voor de Impartial Overview Tour.

## Discografie
Studioalbums
- 1991: Grippe (Dischord Records)
- 1992: Novelty (Dischord Records)
- 1994: For Your Own Special Sweetheart (Atlantic Records)
- 1996: Jawbox (Atlantic Records)

Ep's
- 1990: Jawbox (DeSoto Records)
- 1991: Split-ep met Jawbreaker
- 1992: Tongues (Dischord Records)
- 1993: Jackpot Plus (Dischord Records)
- 1995: Your Choice Live – Split met Leatherface (Your Choice Records)